# Kenzo Jokojama
Kenzo Jokojama (japonsko 横山 謙三), japonski nogometaš in trener, 21. januar 1943.
Za japonsko reprezentanco je odigral 49 uradnih tekem.